# Delia Scala
Delia Scala, née Odette Bedogni le 25 septembre 1929 à Bracciano et morte le 15 janvier 2004 à Livourne, est une actrice, comédienne et danseuse, l'un des principaux protagonistes de la comédie musicale italienne naissante.
Elle débute au cinéma en 1943, d'abord sous son vrai nom, puis sous le pseudonyme de Lia Della Scala et, immédiatement après, sous celui, définitif, de Delia Scala.

## Biographie

### Premières années
Deuxième d'une famille de quatre enfants, dont une sœur et deux frères, elle passe ses premières années à Bracciano, dans la province de Rome, où elle fréquente l'école primaire. Son père, Aldo Bedogni, est sous-officier à l'aéroport militaire de Vigna di Valle. Sa mère, Iolanda Redighieri, femme au foyer, veut l'appeler Odette par amour pour la chanson Odette bella pupa di Parigi,,. Lorsque son père est transféré à l'aéroport de Milan Malpensa, la famille déménage à Gallarate (Province de Varèse), non loin de Milan. Au début des années 1940, lorsque son père est démobilisé de la Regia Aeronautica, la famille déménage à Campagnola Emilia (Province de Reggio d'Émilie), chez ses grands-parents maternels. Toutefois, désireuse de poursuivre ses études de danse, la petite Odette retourne temporairement à Milan, Via Libia, dans l'appartement d'une tante, puis dans une pension de famille à Vimodrone. Ayant terminé l'école de danse, elle retourne à Campagnola,.

### L'amour pour la danse

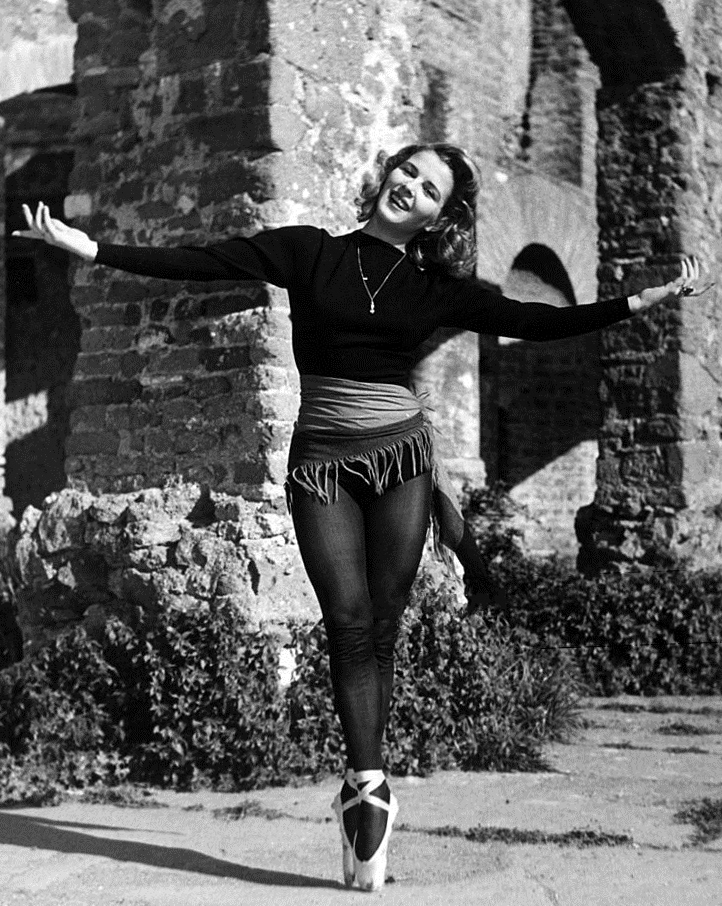
Delia Scala en 1951.

Elle avait commencé à fréquenter l'école de ballet de La Scala à l'âge de huit ans et y resta pendant sept ans, participant à des ballets, dont La Boutique fantasque chorégraphié par Léonide Massine sur une musique de Ottorino Respighi et La Belle au bois dormant chorégraphié par Marius Petipa sur une musique de Piotr Ilitch Tchaïkovski, et à d'autres spectacles qui lui permirent de se familiariser avec la scène : en avril 1940, elle fut sur scène au Teatro alla Scala pendant tout un acte dans le rôle de la fille de Dufresne (interprétée par Beniamino Gigli), dans l'opéra Zazà de Ruggero Leoncavallo. Pendant les années qu'elle passe dans la province de Reggio d'Émilie, Odette se produit dans les petits théâtres de la région : en 1943, à l'âge de 14 ans, au Teatro Italia de Campagnola dans le cadre d'un spectacle de variétés animé par Romolo Valli (qui se faisait appeler Mimmolo), au Teatro Sociale Villastrada de Dosolo et au Teatro Comunale de Guastalla où elle danse la valse du Faust de Charles Gounod. En 1946, après son mariage avec Nikiphorus Melitsanos, elle s'installe avec lui à Viareggio et c'est là qu'en 1949 elle remonte sur la modeste scène en tant qu'artiste de variétés, aux côtés du poète-chanteur-acteur Egisto Malfatti dans le spectacle Egisto e Delia.

### Le cinéma
Encore enfant, elle est choisie pour son aisance sur scène par le réalisateur Giorgio Ferrari comme protagoniste d'un documentaire sur la Scuola di Ballo del Teatro alla Scala ; puis, en 1943, elle participe au film Principessina (it), réalisé par Tullo Gramantieri (it),. Mais c'est en 1947 qu'elle commence à travailler régulièrement au cinéma, d'abord sous son vrai nom, puis sous le pseudonyme de Lia Della Scala et, immédiatement après, sous celui, définitif, de Delia Scala, choisi sur la suggestion d'Italo Calvino, alors chef du service de presse de Lux Film, en hommage à son professeur de danse Nives Poli, en rappelant le théâtre qui l'avait formée à la danse. Cette année-là, ayant participé à une audition pour le film L'Honorable Angelina, elle est remarquée par le réalisateur Luigi Zampa qui lui confie cependant un rôle dans un autre de ses films, Les Années difficiles. Après s'être installée à Rome, elle participe à plus de 40 films jusqu'en 1960, dont : Naples millionnaire (1950) d'Eduardo De Filippo, Onze heures sonnaient (1952), un film néoréaliste de Giuseppe De Santis, le film noir Touchez pas au grisbi (1954) de Jacques Becker, où elle interprète en français le rôle d'Hughette aux côtés de Lino Ventura et Jean Gabin.
Elle joue également dans plusieurs comédies : Beautés à bicyclette (1951) de Carlo Campogalliani, où elle tient tête à la séduisante Silvana Pampanini, Gran varietà (1953), aux côtés de Vittorio De Sica et Lea Padovani, où elle joue une danseuse de charleston, révélant ses talents d'artiste de variétés,,, Signori si nasce (1960) de Mario Mattoli, aux côtés de Totò. Elle participe en outre à de nombreux films de genre à budget modeste : péplums, comédies, melodrammi strappalacrime et musicarelli.

### Le théâtre et la comédie musicale
Alors qu'elle commence à travailler au cinéma, elle a une première expérience du théâtre en prose. D'abord dans Apocalisse a Capri de Sergio Sollima, avec Mario Scaccia et Diana Veneziani, mis en scène par Mario Landi (Teatro dei Satiri, Rome, 10 mars 1951), puis, toujours avec Scaccia, dans la pièce de Franco Monicelli Conserviamo le nostre cattive abitudini (litt. « Gardons nos mauvaises habitudes ») (Teatro dei Satiri, 3 mai 1951) ; puis, avec Adriano Rimoldi et Ernesto Sabbatini, dans la comédie C'era una volta un biglietto da un milione (mise en scène de Daniele D'Anza, adaptation de la nouvelle Le Billet d’un million de livres de Mark Twain), diffusée à titre expérimental par la Rai le 17 mai 1953.

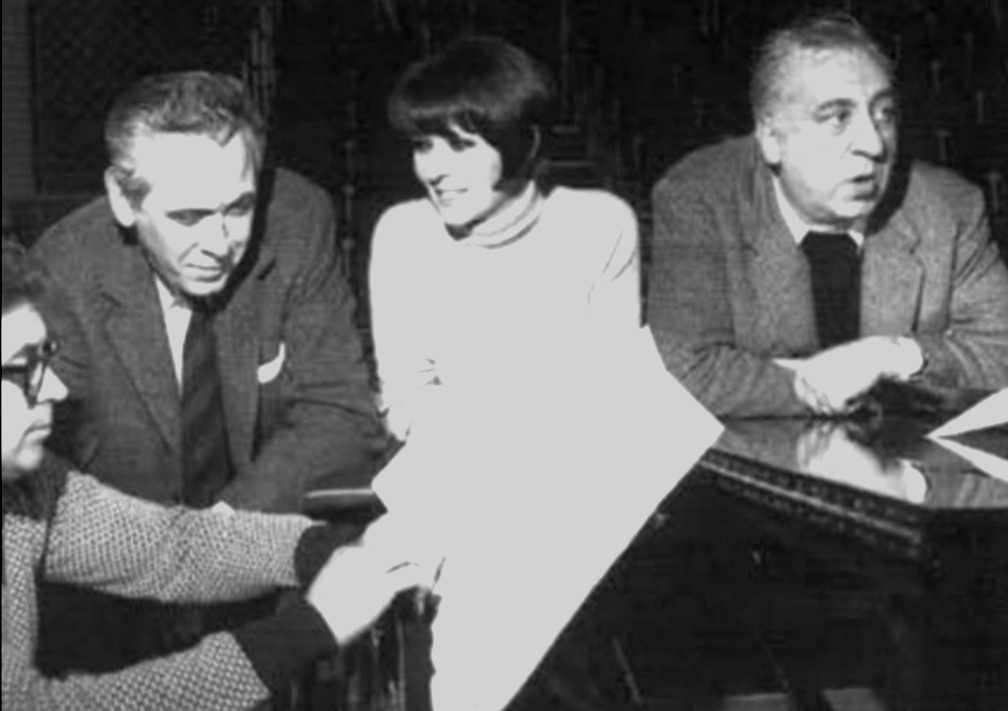
Pietro Garinei, Delia Scala et Sandro Giovannini répètent une comédie musicale en 1956.

Ce sont plutôt Garinei et Giovannini qui lui proposent le tournant décisif de sa vie artistique. Après l'avoir vue danser dans le film Gran varietà, Giovannini la voit en 1953 en direct dans son théâtre, la Sistina, dans un Charleston, dans le cadre d'un spectacle de charité de la Croix-Rouge pour les victimes des inondations ; il est impressionné et veut immédiatement la rencontrer. Garinei et Giovannini voient en elle la nouvelle figure féminine sur laquelle miser pour le lancement de la comédie musicale italienne, un genre qu'ils ont eux-mêmes initié deux ans plus tôt, avec le musicien Gorni Kramer. Avec beaucoup d'insistance, arrachant même au producteur Remigio Paone un cachet substantiel pour elle (battant l'impresario de Walter Chiari, Arturo Sirri, qui à la même époque essayait de lui arracher un contrat), ils parviennent à la faire jouer dans Giove in doppiopetto avec le déjà célèbre Carlo Dapporto. La réticence de l'actrice est due à son expérience très limitée du théâtre et au fait qu'elle n'a jamais chanté auparavant (lors de sa première audition, le maestro Kramer a failli désespérer, tandis que Dapporto ne l'a d'abord pas jugée à la hauteur), bien qu'en quelques semaines, au prix d'efforts inlassables, elle ait appris à s'exprimer également avec des notes.
Giove in doppiopetto a été présenté pour la première fois au Teatro Lirico de Milan le 25 septembre 1954, jour du 25e anniversaire de l'actrice. Le succès fut foudroyant et le spectacle tourna en Italie pendant deux ans avec 531 représentations. Dans le spectacle, Delia jouait une jeune mariée minée par un Jupiter coureur de jupons (Dapporto) qui était descendu sur Terre sous les traits de son mari (Gianni Agus), entravée par la rusée Junon (Lucy D'Albert). Dans la scène du Mambo dei grappoli, Delia, dans un numéro de danse acrobatique, saute sur un baquet-tambour élastique en effectuant 24 grands écarts dans les airs. C'est le début d'une succession de comédies musicales à grand succès, toujours centrées sur la créativité et le dynamisme organisationnel du couple d'auteurs inséparables, et Delia a l'occasion de travailler aux côtés des plus grands acteurs de revue de l'époque.

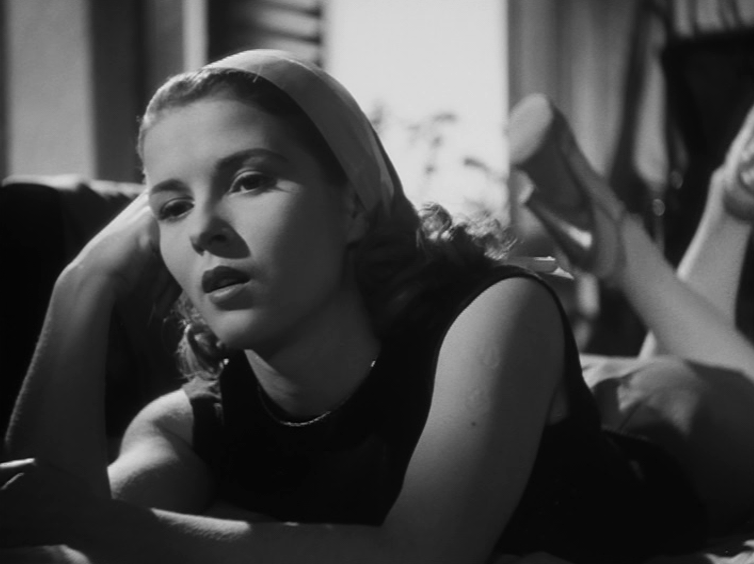
Delia Scala dans Dans les coulisses (1950).

En 1956, Elle joue dans Buonanotte Bettina, aux côtés de Walter Chiari, une comédie musicale qui met en scène une situation de chamaillerie obstinée au sein d'un jeune couple, image qui reviendra fréquemment dans les textes que la Scala abordera par la suite. La comédie est remarquablement moderne, réussissant avec une ironie joyeuse à mettre en scène des références à l'érotisme et à la transgression à une époque plutôt bigote. La pièce est traduite et jouée, d'abord en 1958 au Teatro de la Comedia de Madrid sous le titre Buenas noches Bettina, puis en 1959 à l'Adelphi Theatre de Londres sous le titre When in Rome,. Alors que la pièce est reprise à Florence, Delia apprend la tragique nouvelle de la mort dans une course automobile de son fiancé Eugenio Castellotti le 14 mars 1957 ; bouleversée, l'actrice veut néanmoins monter sur scène le soir même, soutenue par les applaudissements du public.
Dans cette période de grand bouleversement dû à la perte tragique de son fiancé, elle décide de s'engager, pour la 1re et dernière fois de sa carrière, dans le théâtre classique, au 9e Festival du théâtre dramatique de Vérone, en jouant Ariel dans La Tempête de Shakespeare, dans une mise en scène de Franco Enriquez, aux côtés de Glauco Mauri et Salvo Randone,,. Toujours en 1957, elle retrouve Dapporto dans L'adorabile Giulio. Teddy Reno fait également partie de la distribution, dans le rôle de celui qui chante  Simpatica à l'intention de Delia Scala ; l'actrice racontera plus tard, de façon amusante, qu'elle n'a pas aimé les vers « tu non fai mi pensar a notti di passion ma a cieli sereni... » (litt. « tu ne me fais pas penser à des nuits de passion mais à des ciels clairs... ») car elle ne se considérait pas comme une femme dénuée de passion et s'est immédiatement plainte auprès des auteurs de la chanson.

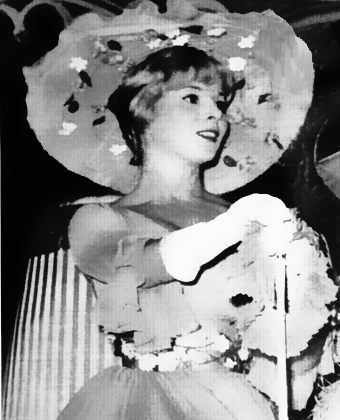
Delia Scala en 1964 dans la version italienne de My Fair Lady.

En 1958 a lieu la première représentation d'Un trapezio per Lisistrata (litt. « Un trapèze pour Lysistrata »), l'une des œuvres les plus réussies et les plus originales du duo Garinei et Giovannini, chorégraphiée par Donald Saddler. Elle est accompagnée sur scène par Nino Manfredi, Paolo Panelli, Mario Carotenuto, Ave Ninchi et le Quartetto Cetra. La réinterprétation du texte d'Aristophane visait à exorciser les peurs collectives de la guerre froide, en présentant les Athéniens et les Spartiates comme des Américains et des Soviétiques.
La création du Delia Scala Show, en 1960, s'est fait avec décontraction. À la veille des premières représentations de la comédie musicale Rinaldo in campo, lors d'une répétition, le protagoniste Domenico Modugno fait une chute, se fracturant gravement la jambe, si bien qu'un grand nombre de représentations déjà programmées sont supprimées. Garinei et Giovannini ont alors l'idée de proposer à Delia, qui accepte, un spectacle centré sur son parcours et sa carrière déjà installée. En une dizaine de jours, le scénario est prêt et, après quelques répétitions, le spectacle est monté dans différents théâtres à la place de Rinaldo. La comédienne est accompagnée par le trio comique Toni Ucci, Enzo Garinei et Carletto Sposito.
Rinaldo in campo, monté en 1961, fut un spectacle épique de par l'engagement et l'ampleur de la distribution qui, en souvenir du Risorgimento, voulait aussi célébrer le centenaire de l'unification de l'Italie. Delia y incarne une baronne éprise d'idéaux garibaldiens et amoureuse de Rinaldo (Domenico Modugno), un bandit qui deviendra plus tard un combattant des Chemises rouges. Il s'agit de la première comédie musicale comportant également des personnages dramatiques, avec un personnage qui meurt sur scène. Le succès de l'opéra a eu un écho international et la compagnie a été appelée à reprendre Rinaldo au Théâtre des Champs-Élysées à Paris, où il a été répété pendant quatre mois. L'opéra a également été traduit en russe et en serbe et joué à Moscou en Union soviétique et à Belgrade en Yougoslavie.

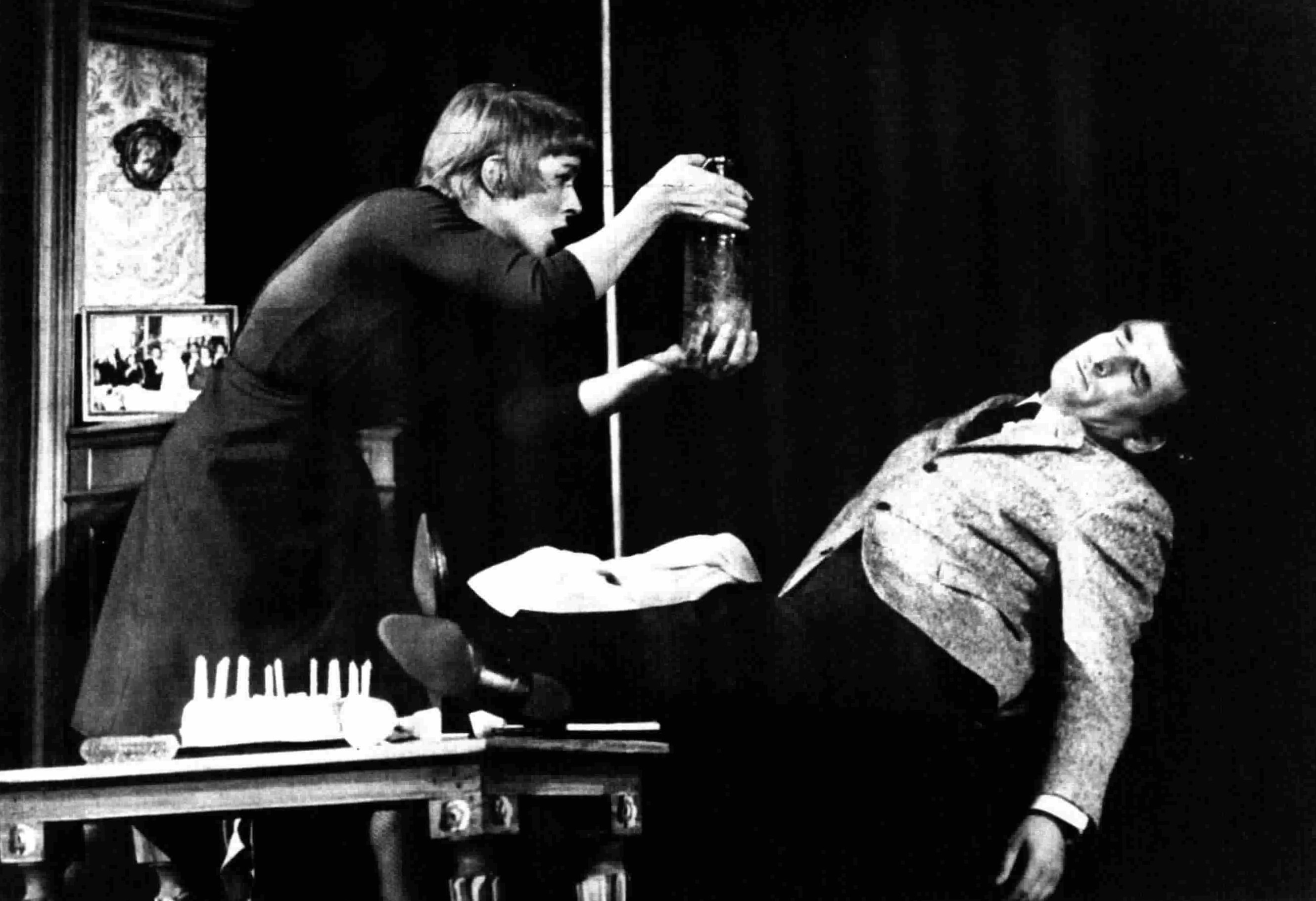
Delia Scala et Renato Rascel en 1965 dans Il giorno della tartaruga, qui sera interprété en France par Annie Girardot et Philippe Nicaud sous le titre Le Jour de la tortue.

Toujours en 1961, l'actrice incarne la soubrette Marta Gray dans une version télévisée, réalisée par Eros Macchi, de la comédie musicale La padrona di Raggio di Luna, également de Garinei et Giovannini, qui était déjà sortie au théâtre en 1955 avec Lauretta Masiero dans le même rôle.
En 1963, la version italienne de My Fair Lady (qui, en tant que comédie musicale et film, avait déjà été un succès aux États-Unis et dans le monde entier) sort : aux côtés de Delia Scala jouent Gianrico Tedeschi et Mario Carotenuto.
En 1964, avec Il giorno della tartaruga (litt. « Le jour de la tortue ») aux côtés de Renato Rascel, elle reprend le rôle du couple querelleur. Les deux acteurs, presque toujours seuls sur scène, mettent en scène une seule et même querelle interminable du début à la fin, avec des analepses de leur rencontre et de leurs moments passés. Le succès est à nouveau au rendez-vous et la Scala et Rascel sont invités l'année suivante à présenter la pièce à Paris pour l'inauguration du Théâtre Marigny, mais ils y renoncent car ils sont trop occupés en Italie (et Le Jour de la tortue est interprété par Annie Girardot et Philippe Nicaud). Lors d'une des représentations, Delia s'évanouit soudainement sur scène, le rideau tombe et elle est immédiatement transportée à l'hôpital où elle est opérée d'urgence de l'appendicite. Comme elle le racontera elle-même plus tard, le stress du moment, la pression de revenir sur scène alors qu'elle n'était pas complètement rétablie, mais surtout le désir de consacrer plus de temps à sa vie privée (elle épouse Piero Giannotti quelques mois plus tard), l'amènent à quitter le théâtre au sommet de sa carrière, préférant se consacrer uniquement aux émissions de variétés à la télévision.

### La radio et la télévision

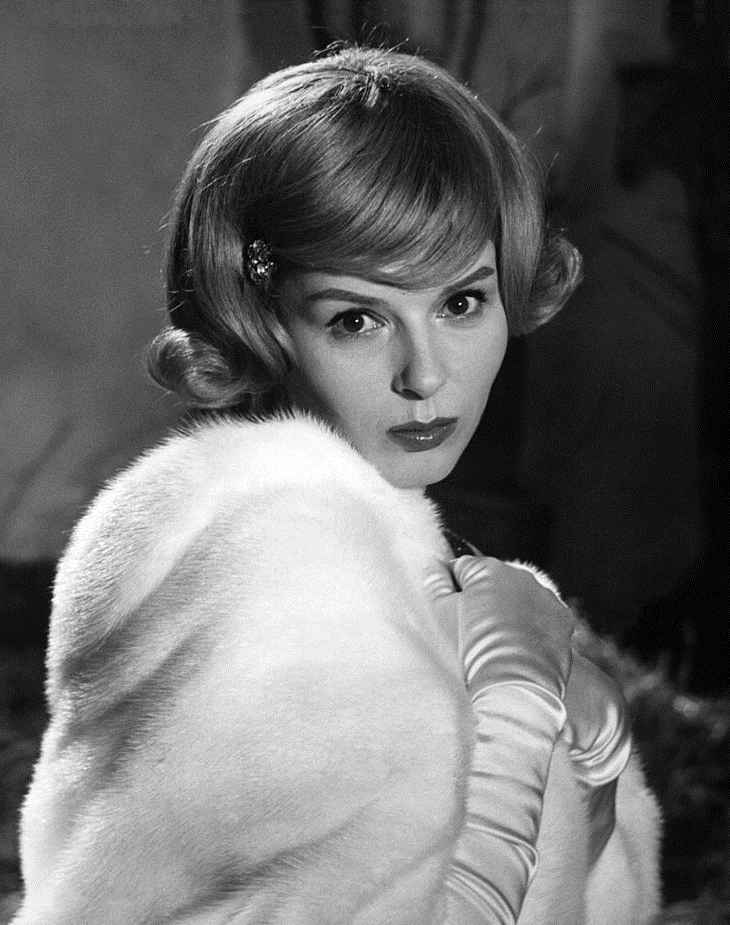
Delia Scala en 1960.

À la radio, après avoir été l'une des nombreuses présentatrices de La catena della fraternità en 1951, elle commence à travailler en 1952, aux côtés de Silvio Gigli, dans l'émission Punto interrogativo. Suivent les variétés Il fiore all'occhiello, avec Carlo Dapporto en 1957, puis Gran gala, avec Dapporto et Alberto Talegalli en 1959-1960, Incontro con Delia Scala en 1959, Il mio spettacolo et Tutta Delia Scala en 1961. Elle est régulièrement présente dans Gran Varietà, pour trois cycles d'émissions (1967 avec Renato Rascel, 1968, 1970 avec Lando Buzzanca). Elle anime ensuite, avec Pippo Baudo, Giancarlo d'Onofrio et Silvano Nelli, Caccia alla voce (1970), Garinei et Giovannini, Caccia al tesoro (1971) et Ciao domenica (1975), ainsi que La commedia musicale italiana (1981) de Leo Gullotta sur des textes de Sergio D'Ottavi.
Elle fait ses débuts à la télévision en 1956, dans l'émission de variétés Lui e lei de Marcello Marchesi et Vittorio Metz, qu'elle coanime avec Nino Taranto. La même année, elle anime Natale con chi vuoi aux côtés de Gino Bramieri, Carlo Campanini, Ugo Tognazzi, Raimondo Vianello, Wanda Osiris et d'autres. Trois ans plus tard, elle obtient un succès considérable avec l'édition 1959-1960 de Canzonissima, qu'elle anime avec Paolo Panelli et Nino Manfredi. Après la première soirée, outre l'enthousiasme général des téléspectateurs, l'opinion publique s'émeut du cancan de Delia avec les danseuses, considéré comme osé, et même L'Osservatore Romano, s'indigne de la prestation de la comédienne sur sa première page ; Delia Scala continuera à interpréter ce numéro, mais elle doit le censurer en grande partie, et même le terme « can-can » doit être modifié en le remplaçant par « cin cin ».
En 1960, elle est la protagoniste de l'émission Momento magico et, plus tard, elle anime La New York di O. Henry, qui fait partie du cycle de contes Il Novelliere de Daniele D'Anza. En 1963, elle anime, avec Toni Ucci et Giuseppe Porelli, l'émission de variétés Smash, réalisée par Enzo Trapani sur des textes de Trapani lui-même et de Santamaria, avec un orchestre dirigé par Ennio Morricone.

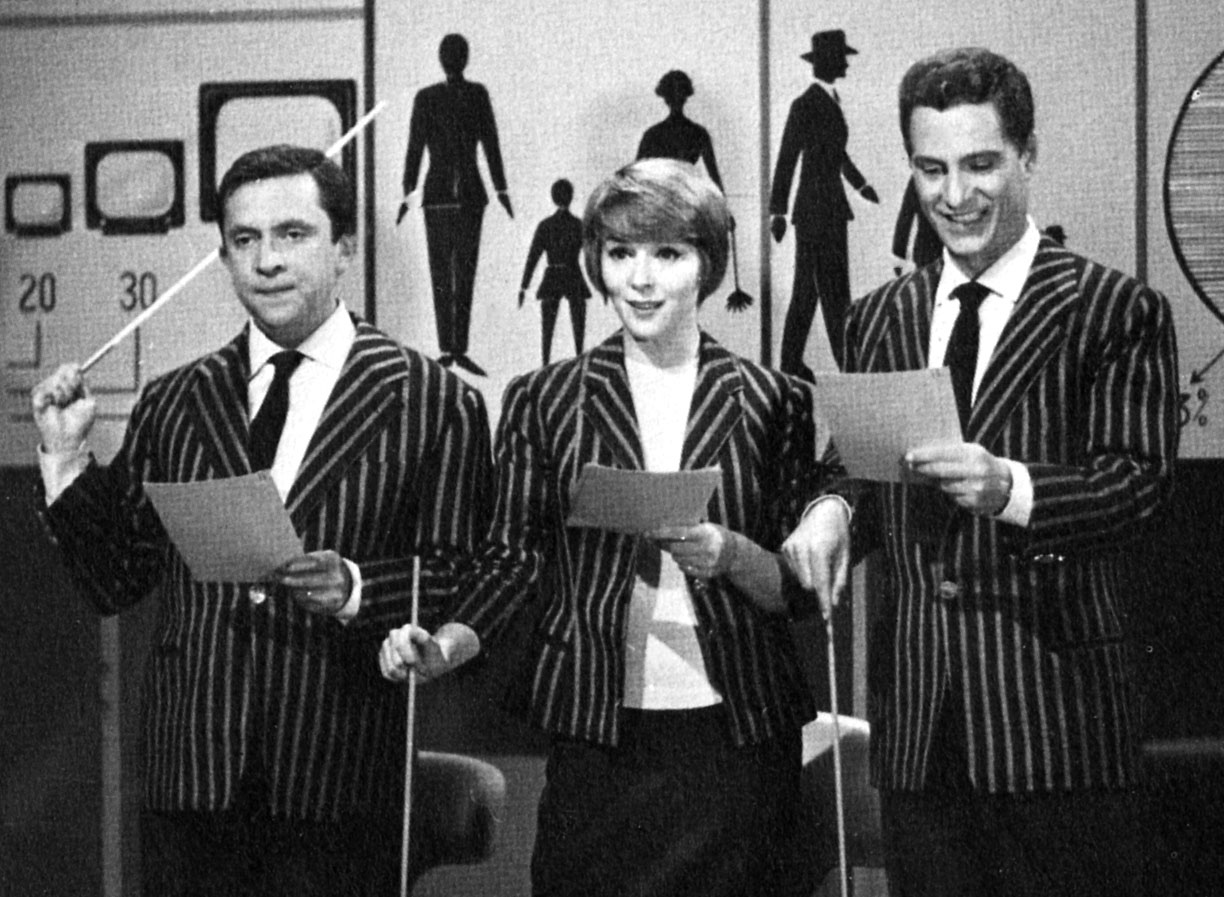
Paolo Panelli, Delia Scala et Nino Manfredi dans Canzonissima 1959.

En 1968, elle est la protagoniste de Delia Scala Story, écrit par Garinei et Giovannini et coécrit par Antonio Amurri ; reprenant la formule du Delia Scala show, il s'agit d'un spectacle de variétés original qui la voit seule dans un studio presque dépourvu de décors, où, racontant les étapes de sa carrière, l'actrice reçoit d'innombrables visites séparées des principaux acteurs avec lesquels elle a collaboré auparavant, et avec chacun d'entre eux sont construits de nombreux petits tableaux rappelant les spectacles qu'ils ont joués ensemble.

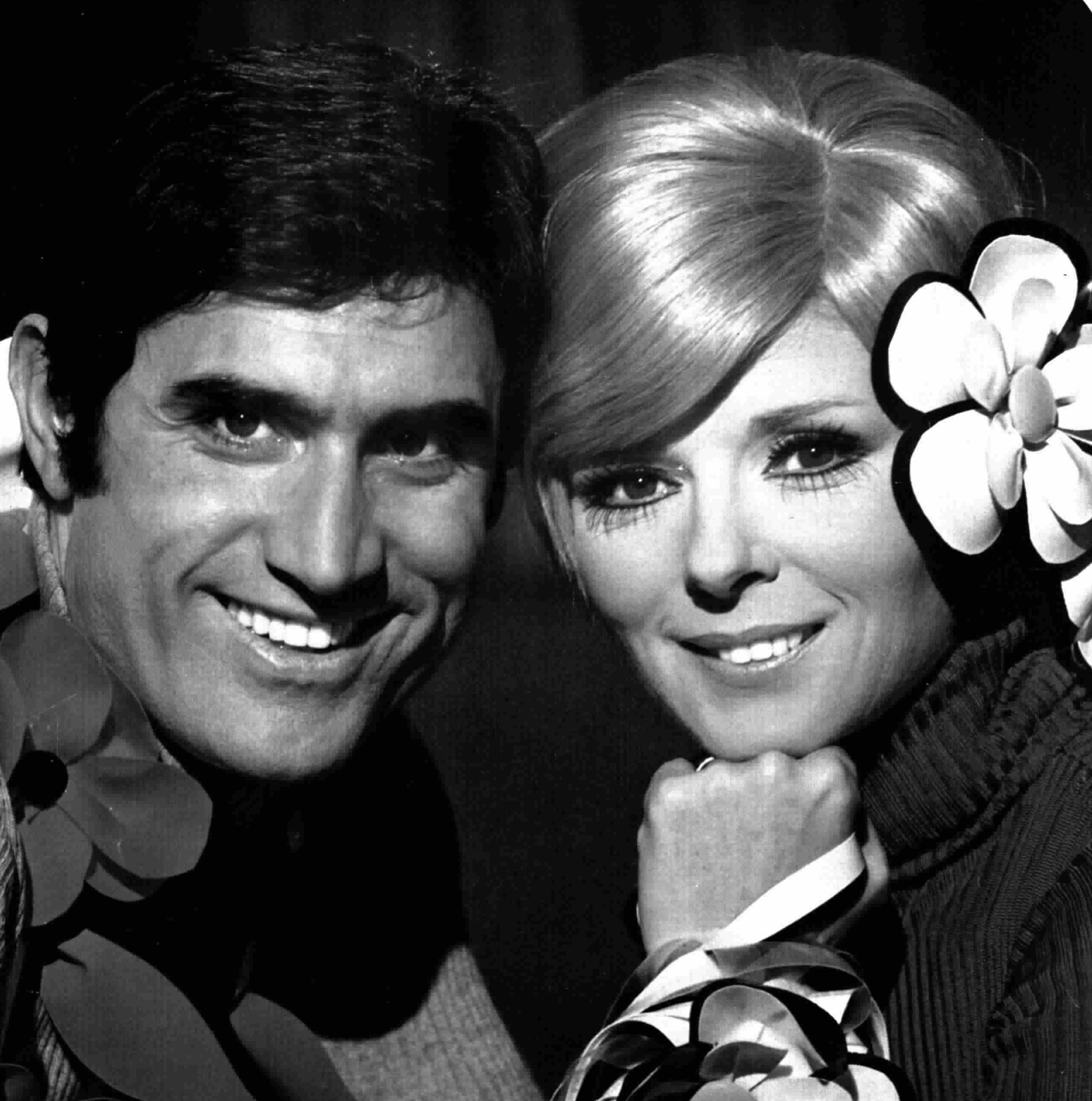
Lando Buzzanca et Delia Scala en 1970.

En 1970, Signore e Signora d'Antonio Amurri et Maurizio Jurgens, une émission de variétés composée d'une myriade de sketches mettant en scène une femme (« ciccina ») et un homme (« ciccino », interprété par Lando Buzzanca) mariés en perpétuel conflit (avec interventions des pétulantes belles-familles Clelia Matania et Paola Borboni), a connu un grand succès. Parallèlement, ils ont également joué un couple de paysans rudes de Ciociaria et un couple d'aristocrates anglais prétentieux. Dans l'ensemble, Signore e Signora était une phénoménologie perspicace, bien qu'ironique, du mariage. Anticipant les grands changements de mœurs de ces années-là (la loi sur le divorce entrait en vigueur juste à ce moment-là), la pièce présentait une figure de femme moderne, dotée d'une forte personnalité, s'éloignant du dualisme habituel de l'épouse soit soumise à son homme, soit mégère et prévaricatrice.
S'ensuivent neuf années d'absence dans le monde de la variété, au cours desquelles elle ne fait qu'animer, en 1972, Colazione allo studio 7, une émission de télévision ayant pour thème la bonne chère, aux côtés du gastronome Luigi Veronelli. Elle revient en 1978 avec la deuxième émission de la chaîne Rai, Che combinazione, qui la voit pour la dernière fois dans le rôle de présentatrice, mais aussi de danseuse aux côtés de Don Lurio. On remarque alors qu'en quelques années, le spectacle de variétés à la télévision a complètement changé, non seulement à cause de l'introduction de la couleur, mais aussi à cause de l'exubérance des décors et des lumières clignotantes ; même les vêtements scintillants de l'actrice sont très différents des vêtements simples qu'elle portait dans les années 1960.

### Dernières années et mort

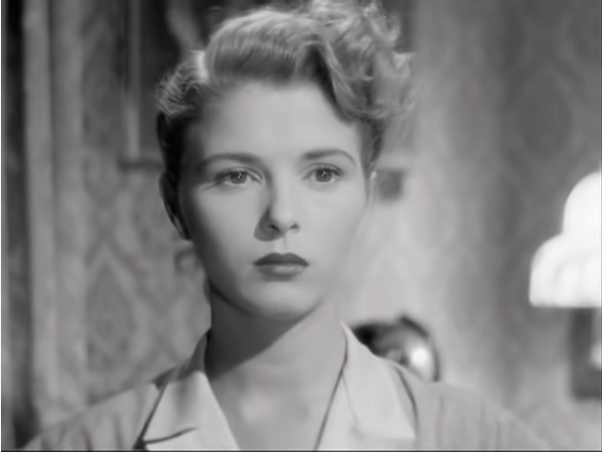
Delia Scala dans ' (1951).

En 1981, l'éditeur Rusconi a publié Il cibo dei grandi, que Delia Scala a écrit avec son amie Sylvia Sodi. La narration est entièrement faite par Delia à la première personne, dans un ouvrage entre autobiographie et chronique, 44 histoires très courtes sur des personnalités connues, certaines amies historiques, d'autres rencontrées occasionnellement, dont elle esquisse la personnalité et le comportement, avec la description des plats servis lors de déjeuners où elle était présente, ou accueillis dans sa propre maison. Ces personnalités vont de ses anciens compagnons de spectacle Totò, Domenico Modugno, Paolo Panelli, à d'autres acteurs tels que Monica Vitti, Liz Taylor, en passant par Sandro Pertini, François Mitterrand et son ami de toujours Umberto Veronesi.
Entre 1980 et 1983, il anime l'émission de variétés Una rosa per la vita à la Bussola de Marina di Pietrasanta, avec Raimondo Vianello et Sandra Mondaini, afin de récolter des fonds pour la prévention et la recherche contre le cancer.
Elle revient à la télévision en jouant dans le feuilleton Casa Cecilia de la Rai (trois saisons : 1982, 1983 et 1987), écrit par Lidia Ravera et Emanuele Vacchetto et réalisé par Vittorio De Sisti. Dans la deuxième saison, chaque épisode était accompagné d'une annexe dans laquelle l'actrice lisait des lettres envoyées par des téléspectateurs et exprimait des considérations sur les problèmes de la vie familiale. Elle revient également à la radio et dirige en 1983, avec Oreste Lionello, l'émission Permette cavallo?.
Après quelques années d'absence, elle joue dans la sitcom Io e la mamma, diffusée entre 1997 et 1998 sur Canale 5, dirigée par Fosco Gasperi, dans laquelle elle partage l'affiche avec Gerry Scotti et Enzo Garinei (le frère de Pietro).
En 2002, elle subit une rechute de sa tumeur et, malgré la poursuite du traitement, elle meurt à l'âge de 74 ans le 15 janvier 2004 à son domicile de Livourne. Selon ses souhaits, les funérailles se sont déroulées dans l'intimité. Elle a été enterrée au Cimitero della Misericordia de Livourne.

## Vie privée

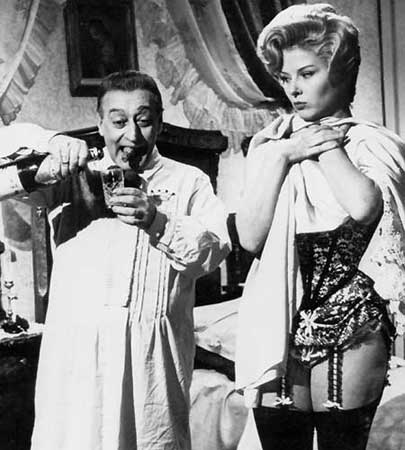
Totò et Delia Scala dans une scène du film Signori si nasce (1960).

À l'âge de quinze ans, à Campagnola, elle rencontre Nikiphorus Melitsanos, un soldat chypriote grec servant dans l'armée britannique, qui avait été parachuté dans la région de Reggio d'Émilie pour rejoindre les formations de partisans. La famille de Delia, en le cachant, l'a aidé à échapper aux milices fascisto-nazies. En 1946, ils se marient à Reggio d'Émilie et s'installent à Viareggio, où il crée une entreprise d'éclairage, tandis qu'elle commence à travailler dans le cinéma. Ils se séparent au bout de deux ans seulement (en 1956, la Sacra Rota déclarera le mariage nul) et l'actrice s'installe à Rome. En 1947, son père meurt à l'âge de 41 ans, écrasé par une voiture près de son domicile. Cependant, grâce à l'intense activité cinématographique qu'elle mène, Delia parvient à aider financièrement sa famille.

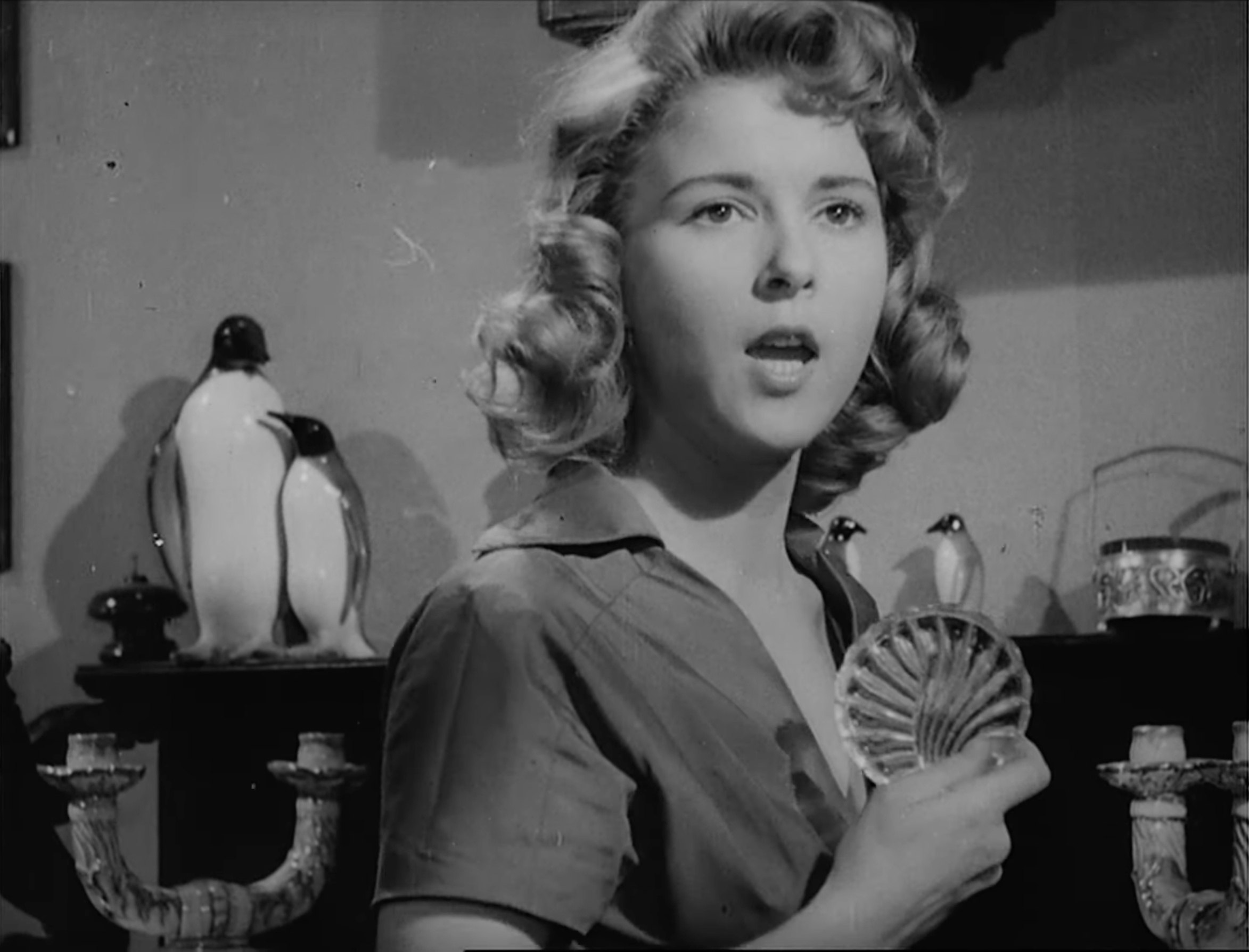
Delia Sala en 1952 dans Ragazze da marito.

Elle se fiance ensuite à Eugenio Castellotti, un pilote de Formule 1 originaire de Lodi. Bien qu'ils soient souvent éloignés l'un de l'autre en raison de leurs engagements professionnels, ils se rendent fréquemment l'un chez l'autre. Le 14 mars 1957, après avoir passé la journée de la veille à Florence où Delia travaillait, Castellotti se rendit sur le circuit de Modène pour une série d'essais en vue d'établir un nouveau record de piste. Après quelques tours, il perd le contrôle de sa voiture et sort de la piste, mourant sur le coup,.
Quelques années plus tard, Delia renoue une relation plus assidue avec Piero Giannotti, un concessionnaire automobile de Viareggio, avec lequel elle s'était déjà brièvement fiancée à la fin des années 1940, après s'être séparée de son premier mari. Ils se marient en 1966 et elle retourne à Viareggio, la ville où elle avait déjà vécu et où elle avait souvent passé ses vacances. Elle quitte alors le théâtre pour se consacrer à sa famille, tout en continuant à jouer pendant environ un an pour honorer ses engagements antérieurs.
En 1974, elle est atteinte d'un cancer du sein, diagnostiqué par l'oncologue Pietro Bucalossi et son assistant Umberto Veronesi. Au début du mois de juillet de cette année-là, elle est opérée et subit une chimiothérapie et une radiocobaltothérapie, des traitements encore expérimentaux à l'époque mais qui donnent d'excellents résultats. Delia a alors 44 ans. Elle a déclaré plus tard aux journaux que l'une des expériences les plus difficiles avait été la violation de sa vie privée. Alors qu'elle n'avait révélé à personne la véritable raison de son hospitalisation et qu'elle avait parlé à sa mère d'une opération esthétique, la nouvelle de la véritable nature de son séjour a tout de même filtré et des photographes se sont infiltrés dans l'hôpital. Lorsque Delia est sortie de l'hôpital, elle a été obligée de se faufiler hors de la clinique pour éviter le siège des photographes et s'est même retrouvée à lire un titre de journal la qualifiant de « mourante ». À la suite de cette fuite inattendue, elle a appris dans les semaines qui ont suivi que plusieurs campagnes publicitaires auxquelles elle devait participer avaient été annulées, car les personnes atteintes d'un cancer « ne donnaient pas une bonne image »,.

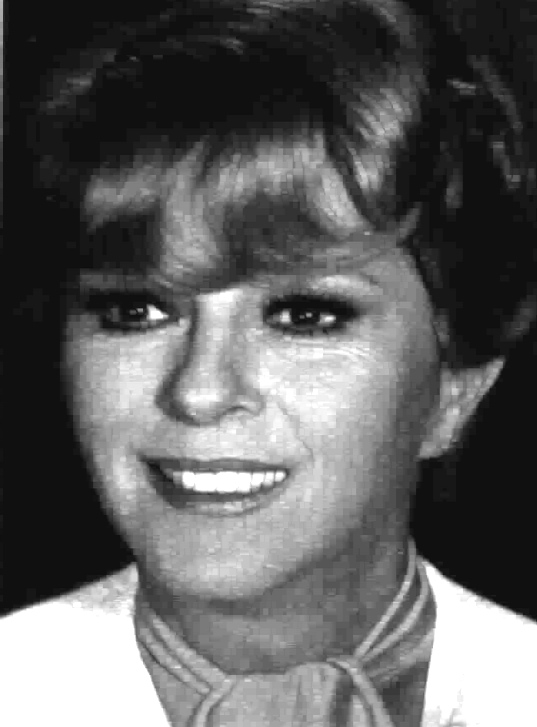
Delia Scala en 1982.

Après quelques mois de convalescence, elle décide de raconter l'expérience de sa maladie, contribuant ainsi à changer les attitudes sociales hostiles qui ont toujours pesé sur les personnes confrontées à une telle maladie ; à l'époque, la joueuse de tennis Lea Pericoli fait de même. À plusieurs reprises, y compris dans un épisode de Bontà loro de Maurizio Costanzo, l'actrice a raconté son histoire, appelant au courage et au soutien concret de la recherche et de la diffusion de la prévention. Cet engagement a caractérisé le reste de sa vie, la voyant soutenir activement, avec son mari, des initiatives en faveur de l'Associazione Italiana per la Ricerca sul Cancro (AIRC). La principale d'entre elles est la série d'émissions Una rosa per la vita, qu'elle anime également avec Raimondo Vianello et Sandra Mondaini, qui, comme elle, sont confrontés au cancer. Avec un public de cinq mille personnes, à Bussola Versilia, de 1980 à 1983, les trois artistes ont animé de nombreuses soirées, récoltant d'importantes sommes d'argent et voyant la participation de nombreux grands artistes.
En 1982, son mari Piero Giannotti meurt dans un accident de voiture, renversé par un chauffard alors qu'il se rendait à son bureau en scooter. Profondément choquée, Delia tient néanmoins à diriger le spectacle prévu pour AIRC Una rosa per la vita à Bussola Versilia quelques jours plus tard, et elle lui dédie la soirée.
En 1984, elle se remarie avec l'armateur et éditeur Arturo Fremura, lui-même veuf. Avec lui et ses enfants Gino, Mariangela, qui deviendra plus tard actrice de cinéma, Silvio et Attilio, elle s'installe à Livourne. Avec lui, Delia vit des années heureuses jusqu'à ce que Fremura meure d'un cancer en 2001, laissant l'actrice à nouveau seule pendant les trois dernières années de sa vie.

## Théâtre
- Apocalisse a Capri de Sergio Sollima (1951).
- Conserviamo le nostre cattive abitudini de Franco Monicelli (1951).
- Giove in doppiopetto de Garinei et Giovannini (1954).
- Buonanotte Bettina de Garinei et Giovannini  (1956).
- L'adorabile Giulio de Garinei et Giovannini  (1957).
- La Tempête de William Shakespeare (1957).
- Un trapezio per Lisistrata de Garinei et Giovannini (1958).
- Delia Scala Show de Garinei et Giovannini (1961).
- Rinaldo in campo de Garinei et Giovannini (1961).
- My Fair Lady de Lerner e Loewe (1963).
- Le jour de la tortue (Il giorno della tartaruga) de Garinei et Giovannini  (1964)[53].

## Filmographie

### Actrice de cinéma
- 1943 : Principessina (it) de Tullo Gramantieri (it)
- 1948 : Les Années difficiles (Anni difficili) de Luigi Zampa : Elena
- 1948 : Le Héros de la rue (L'eroe della strada) de Carlo Borghesio : Giulietta
- 1949 : Lieutenant Craig (it) (Ti ritroverò) de Giacomo Gentilomo
- 1949 : Comment j'ai découvert l'Amérique (Come scopersi l'America) de Carlo Borghesio
- 1950 : Naples millionnaire (Napoli milionaria) d'Eduardo De Filippo : Maria Rosaria, la fille
- 1950 : Dans les coulisses (Vita da cani) de Mario Monicelli et Steno
- 1951 : La Chanson du printemps (Canzone di primavera) de Mario Costa
- 1951 : Messaline (Messalina) de Carmine Gallone : Cinzia
- 1951 : Beautés à bicyclette (Bellezze in bicicletta) de Carlo Campogalliani
- 1951 : Cameriera bella presenza offresi...  de Giorgio Pastina
- 1951 : Il padrone del vapore de Mario Mattoli : elle-même
- 1951 : J'aime un assassin (it) (Amo un assassino) de Baccio Bandini (it)
- 1951 : L'eroe sono io (it) de Carlo Ludovico Bragaglia
- 1951 : Feu noir (it) (Fuoco nero) de Silvio Siano
- 1951 : Auguri e figli maschi! (it)  de Giorgio Simonelli
- 1952 : Onze heures sonnaient (Roma ore 11) de Giuseppe De Santis : Angelina
- 1952 : Ragazze da marito d'Eduardo De Filippo : Gabriella, 2e fille d'Oreste
- 1952 : L'Héritier de Zorro (Il sogno di Zorro) de Mario Soldati : Gloria/Estrella
- 1952 : Viva il cinema! de Giorgio Baldaccino et Enzo Trapani
- 1952 : Amour et Jalousie (La fiammata)  d'Alessandro Blasetti
- 1952 : La scogliera del peccato (it) de Roberto Bianchi Montero
- 1952 : Jeunesse (Giovinezza) de Giorgio Pàstina : Tamara
- 1953 : Jeunesse dépravée (it) (Gioventù alla sbarra) de Ferruccio Cerio
- 1953 : Gran varietà de Domenico Paolella, segment Le fin dicitore : la danseuse
- 1953 : Canzoni, canzoni, canzoni de Domenico Paolella
- 1953 : Agenzia matrimoniale (it) de Giorgio Pàstina
- 1954 : Rumeur publique (Opinione pubblica), de Maurizio Corgnati et Goffredo Alessandrini
- 1954 : Touchez pas au grisbi de Jacques Becker : Huguette, la secrétaire d'Oscar
- 1954 : J'avais sept filles de Jean Boyer : Luisella
- 1954 : Avant le déluge d'André Cayatte : Josette
- 1954 : Di qua, di là del Piave (it) de Guido Leoni
- 1954 : Gran varietà de Domenico Paolella, section Il fine dicitore
- 1954 : Cañas y barro (es) de Juan de Orduña
- 1954 : Giove in doppiopetto  de Daniele d'Anza
- 1955 : Le Village magique de Jean-Paul Le Chanois : Agatina
- 1956 : Goubbiah, mon amour de Robert Darène : Trinida
- 1959 : La Terreur de l'Oklahoma (it) (Il terrore dell'Oklahoma) de Mario Amendola
- 1960 : Signori si nasce de Mario Mattoli
- 1960 : Le Olimpiadi dei mariti  de Giorgio Bianchi
- 1960 : Madri pericolose  de Domenico Paolella
- 1961 : Les Blousons noirs de la chanson (I teddy boys della canzone) de Domenico Paolella

### Actrice de télévision
- 1953 : C'era una volta un biglietto da un milione
- 1961 : La padrona di Raggio di Luna
- 1961 : Adorable Giulio (Téléfilm)  de Pietro Garinei et Sandro Giovannini
- 1963 : Rinaldo in campo (Téléfilm)  de Pietro Garinei et Sandro Giovannini
- 1970 : Signore e signora (Série)
- 1982 : Casa Cecilia (Série)
- 1983 : Casa Cecilia 2 "Un anno dopo" (Série)
- 1987 : Casa Cecilia 3 (Série)
- 1994 : lo e la mamma (Série)